# Forsterweiher (Ingolstadt)
Der Forsterweiher ist ein Weiher in der bayerischen Stadt Ingolstadt. Er hat eine Wasserfläche von 3 ha. Er wird als Badesee genutzt und die Wasserqualität wird während der Badesaison regelmäßig überprüft.

## Lage
Der Forsterweiher liegt nordwestlich des Baggersees und nördlich des kleineren Gerstnerweihers. Der Stadtteil Gerolfing ist ca. 1,3 km in westlicher Richtung entfernt. Hollerstauden liegt ca. 1 km nördlich des Sees.